# Harlem Nights
Harlem Nights is een Amerikaanse misdaad-komediefilm uit 1989 geregisseerd door Eddie Murphy, die ook de hoofdrol speelt naast Richard Pryor en Redd Foxx. 

## Verhaal
In het jaar 1918 in Harlem is ‘Sugar’ Ray de baas van een illegaal casino. Wanneer Ray bijna wordt gedood door een boze gokker die hem bedreigt met een stiletto, wordt hij gered door de zevenjarige loopjongen Vernest Brown, die de man neerschiet met Ray's pistool. Ray besluit de jongen, die geen ouders heeft, op te voeden als de zijne en noemt hem "Quick" vanwege zijn slimheid. Twintig jaar later runnen Ray en Quick, nu rijke clubeigenaren, een nachtclub genaamd "Club Sugar Ray". Ze krijgen te maken met druk, zowel van andere gangsters als van corrupte politieagenten die hen graag uit het circuit willen zien. Maar in de wereld van de georganiseerde misdaad van de jaren 1930 zijn alle vuile trucs toegestaan.

## Rolverdeling
| Acteur            | Personage                  |
| ----------------- | -------------------------- |
| Eddie Murphy      | Vernest "Quick" Brown      |
| Richard Pryor     | "Sugar" Ray                |
| Redd Foxx         | Bennie "Snake Eyes" Wilson |
| Danny Aiello      | Sergeant Phil Cantone      |
| Michael Lerner    | Bugsy Calhoun              |
| Della Reese       | Vera Walker                |
| Berlinda Tolbert  | Annie                      |
| Stan Shaw         | Jack Jenkins               |
| Jasmine Guy       | Dominique La Rue           |
| Vic Polizos       | Richie Vento               |
| Lela Rochon       | Sunshine                   |
| David Marciano    | Tony                       |
| Arsenio Hall      | Reggie                     |
| Thomas Mikal Ford | Tommy Smalls               |
| Robin Harris      | Jerome                     |
| Charlie Murphy    | Jimmy                      |